# Martin John Taylor
Martin John Taylor FRS (Leicester, 18 de fevereiro de 1952) é um matemático britânico. Foi professor de matemática pura da Escola de Matemática da Universidade de Manchester. Em 5 de novembro de 2009 foi eleito diretor (Warden) do Merton College (Oxford).

## Prêmios
Taylor recebeu o Prêmio Whitehead de 1982 da London Mathematical Society e compartilhou o Prêmio Adams de 1983. Foi eleito membro da Royal Society em 1996. Foi presidente da London Mathematical Society de 1998 a 2000 e em 2004 foi apontado vice-presidente da Royal Society.